# Platanthera okubo-hachijoensis
Platanthera okubo-hachijoensis är en orkidéart som beskrevs av Ken Inoue. Platanthera okubo-hachijoensis ingår i släktet nattvioler, och familjen orkidéer. Inga underarter finns listade i Catalogue of Life.